# Giorgio Chiellini
Giorgio Chiellini (ur. 14 sierpnia 1984 w Pizie) – włoski piłkarz, który występował na pozycji obrońcy. W latach 2004–2022 reprezentant Włoch. Większość swojej kariery spędził we włoskim Juventusie.
Złoty medalista Mistrzostw Europy w 2020 roku. Srebrny medalista Mistrzostw Europy 2012. Uczestnik Mistrzostw Świata 2010, 2014 oraz Mistrzostw Europy 2008 i 2016 .

## Kariera klubowa
Chiellini zaczął karierę w Livorno, gdzie grał dwa lata w Serie C1 i Serie B. Latem 2004 roku, Juventus zapłacił za niego ponad 6 milionów euro. Sezon 2004/2005 spędził w Fiorentinie na wypożyczeniu. Od sezonu 2005/2006 coraz częściej grywał w podstawowym składzie "Starej Damy". W 2018 roku po odejściu Gianluigiego Buffona został kapitanem drużyny. Wystąpił w 560 meczach w barwach klubu z Turynu, zdobył w nich 36 bramek i miał 25 asyst we wszystkich rozgrywkach.
12 grudnia 2023 zakończył piłkarską karierę.

## Kariera reprezentacyjna
Chiellini debiutował w reprezentacji Włoch 17 listopada 2004 w wygranym 1:0 towarzyskim meczu przeciwko Finlandii. Wygrał ME U-19 w 2003 oraz zdobył brązowy medal na Igrzyskach Olimpijskich w Atenach. Chiellini strzelił swojego pierwszego gola dla reprezentacji Włoch 21 listopada 2007 podczas wygranego 3:1 meczu przeciwko Wyspom Owczym.
Na Mistrzostwach Europy 2008 zastąpił kontuzjowanego Fabia Cannavaro. Na turnieju tym był jednym z najlepszych włoskich zawodników. Razem z klubowym kolegą Olofem Mellbergiem stworzył duet środkowych obrońców w najlepszej jedenastce turnieju wybranej przez Castrol Index.
Na Mistrzostwach Europy 2012 wraz z reprezentacją Włoch zajął drugie miejsce.
W czasie Mistrzostw Świata w 2014 w meczu grupowym z Urugwajem został ugryziony w bark przez Luisa Suareza.
13 listopada 2017 po tym, jak reprezentacja Włoch nie zdołała zakwalifikować się na MŚ 2018, zakończył karierę w reprezentacji. Jednak po jakimś czasie ogłosił powrót do kadry i został kapitanem drużyny narodowej.
Na Mistrzostwach Europy 2020 (rozegranych w 2021 r.) wraz z reprezentacją Włoch zajął pierwsze miejsce.

## Życie prywatne
Giorgio Chiellini studiował ekonomię na uniwersytecie w Turynie, na którą dostał się ukończywszy szkołę średnią z wyróżnieniem. Ukończył studia w lipcu 2010.

## Sukcesy

### A.S. Livorno Calcio
- Mistrzostwo Serie C/Serie C1/Lega Pro: 2001/2002

### Juventus F.C.
- Mistrzostwo Serie A (9x): 2011/2012, 2012/2013, 2013/2014, 2014/2015, 2015/2016, 2016/2017, 2017/2018, 2018/2019, 2019/2020
- Mistrzostwo Serie B: 2006/2007
- Puchar Włoch (4x): 2014/2015, 2015/2016, 2016/2017, 2017/2018
- Superpuchar Włoch: 2012, 2013, 2015, 2018

### Los Angeles FC
- MLS Cup: 2021/2022
- Supporters' Shield: 2021/2022

### Reprezentacja Włoch
- Letnie Igrzyska Olimpijskie 2004: 3. miejsce
- Mistrzostwa Europy U-19 2003: 1. miejsce
- Mistrzostwa Europy 2012: 2. miejsce
- Puchar Konfederacji 2013: 3. miejsce
- Mistrzostwa Europy 2020 (2021): 1. miejsce[6]

### Wyróżnienia
- Drużyna Roku UEFA według IFFHS: 2021[7]